# Boussac (Aveyron)
Boussac település Franciaországban, Aveyron megyében. Lakosainak száma 605 fő (2022. január 1.). Boussac Baraqueville, Castanet, Colombiès, Gramond és Moyrazès községekkel határos.

## Népesség
A település népessége az elmúlt években az alábbi módon változott:
| Lakosok száma | 633  | 558  | 415  | 510  | 528  | 563  | 579  | 591  | 598  | 605  |
|               | 1968 | 1982 | 1999 | 2006 | 2011 | 2015 | 2017 | 2018 | 2020 | 2022 |